# Sándor Kocsis
Sándor Kocsis Péter (Budapest, 21 de septiembre de 1929-Barcelona, 22 de julio de 1979) fue un futbolista húngaro integrante de la mítica selección húngara que recibió el apelativo de los magiares mágicos. Es considerado uno de los mejores centrodelanteros de la historia del fútbol y del FC Barcelona.
Activo en las décadas de 1950 y 1960, ganador, entre otros títulos, del oro en los Juegos Olímpicos de Helsinki 1952, de cuatro títulos de la NB1, de dos ligas españolas, dos Copas del Rey, de la Copa Europea de Ferias 1958-60 y además subcampeón de la Copa Mundial de Fútbol de 1954, de la cual fue el máximo goleador con 11 tantos.

## Biografía
Nació en Budapest el 21 de septiembre de 1929 en el seno de una familia de suabos del Danubio que debió magiarizar su apellido de Wagner a Kocsis y comenzó a jugar al fútbol en las calles, donde llamó la atención de los buscadores de talentos del equipo Ferencváros. En las filas del Ferencvaros conquistó el título de Liga en 1948, con tan solo 19 años. Ya en la temporada 1949/50 se incorporó al equipo del ejército, el Honvéd, mientras cumplía sus obligaciones militares. Sandor se erigió como máximo goleador del campeonato húngaro durante tres temporadas consecutivas. Su carrera en Hungría se saldó con la conquista de cinco títulos de la Liga húngara y además siendo el máximo goleador de la liga en tres ocasiones, 1951, 1952 y 1954 anotando 30, 36 y 33 goles respectivamente.
En 1956 al producirse la revolución húngara contra el gobierno soviético, Kocsis junto a Ferenc Puskás, Zoltán Czibor y algunos compañeros más que se encontraban en Viena, decidieron no regresar a Hungría después de un partido de la Copa de Europa 1956-57 ante el Athletic Club. Disputaron uno de los partidos en el Estadio Rey Balduino de Bruselas y perdieron por 6-5 en el global de la eliminatoria. Tras el partido, realizaron una gira por Italia, Portugal, España y Brasil y a la vuelta a Europa, algunos de los jugadores volvieron a su país, como József Bozsik, pero otros como Czibor, Kocsis y Puskás encontraron equipo fuera de su país. A pesar de los difíciles momentos por los que pasaban siguieron vinculados al fútbol gracias al Hungaria, equipo formado por exiliados. Tras un breve paso por el Young Fellows suizo llegó al Fútbol Club Barcelona donde se reencontró con Czibor y con Ladislao Kubala y donde vivió momentos de gloria y momentos de frustración.
Entre los momentos de gloria destaca la conquista de la Copa europea de Ferias de 1960 ante el Birmingham City Football Club, aunque no estuviera presente en dicha final. Conquistó también dos títulos de Liga de España en 1959 y 1960 y dos Copas de España, la primera en 1959, cuando el Barcelona se impuso en la final al Granada CF por 4 a 1, en un encuentro en el que Kocsis hizo dos goles y la segunda en 1963 cuando el conjunto azulgrana se impuso al Real Zaragoza por 3 a 1, en un encuentro en el que Kocsis hizo también otro gol.
Por otra parte hay que destacar como frustrante la derrota de la final de la Copa de Europa de Berna ante el Benfica portugués, en un escenario que le traía malos recuerdos puesto que allí acabó su sueño de conquistar un Mundial cuando perdió en aquella histórica final de 1954 ante la selección de fútbol de Alemania. En la temporada 1961/62 ofreció su mejor nivel como jugador azulgrana, en la que anotó 17 goles en 20 partidos.
Se retiró en 1966, a la edad de 37 años y regentó un bar de copas en Barcelona hasta 1979, año en el que aparentemente se suicidó a la edad de 49 años, al lanzarse al vacío de la séptima planta de un hospital de Barcelona en el que se estaba tratando de cáncer.
Los restos de Kocsis fueron trasladados a Budapest, su ciudad natal, en septiembre de 2012, después de que permanecieran en Barcelona desde 1979, cuando murió. La familia de Kocsis recibió la petición del gobierno húngaro de trasladar los restos del jugador a la capital del país, dado que era la única de las figuras que hasta ahora no yacía en su país de origen. El hijo de Kocsis aceptó la propuesta de que su padre descansara en la Basílica de Budapest junto a Ferenc Puskás, otro ilustre goleador con el que compartió época.

## Selección nacional
Fue internacional con la selección de fútbol de Hungría en 68 ocasiones en las que anotó un total de 75 goles. Se dio a conocer a nivel internacional en la Copa Mundial de Fútbol de 1954, celebrada en Suiza, y en la que, como delantero centro de la selección de fútbol de Hungría, marcó 11 goles y recibió el premio al máximo goleador del Mundial. Sus goles fueron la base de Hungría, que fue finalista del campeonato. Esta selección le daría una lección futbolística a los finalistas de la edición anterior: Brasil y Uruguay. Kocsis fue uno de los componentes de aquella mítica selección húngara de los cincuenta conocida con el sobrenombre de los Magiares Poderosos.
Debutó en la selección nacional el 6 de junio de 1948 en un encuentro de la Copa de los Balcanes disputado en Budapest, en el que Hungría se impuso por 9 a 0 a Rumanía con dos tantos del debutante Kocsis. Posteriormente consiguió la medalla de oro olímpica en los Juegos Olímpicos de Helsinki 1952.
Cuando jugó su último partido como internacional (el nº68) el 14 de octubre de 1956 en Viena (Austria) debido a los sucesos políticos que vivía su país, llevaba 75 goles.

### Participaciones en Copas del Mundo
| Mundial                        | Sede  | Resultado  | Partidos | Goles | Prom. |
| ------------------------------ | ----- | ---------- | -------- | ----- | ----- |
| Copa Mundial de Fútbol de 1954 | Suiza | Subcampeón | 5        | 11    | 2.2   |

## Clubes
| Club                   | País          | Año           | Partidos | Goles | Prom. |
| ---------------------- | ------------- | ------------- | -------- | ----- | ----- |
| Kőbányai T.C.          | Hungría       | 1945-1946     | 5        | 0     | 0.00  |
| Ferencváros T. C.      | Hungría       | 1946-1950     | 84       | 70    | 0.83  |
| Budapest Honvéd SE     | Hungría       | 1950-1956     | 160      | 177   | 1.11  |
| Young Fellows Juventus | Suiza         | 1957-1958     | 11       | 7     | 0.64  |
| F. C. Barcelona        | España        | 1958-1966     | 127      | 84    | 0.66  |
| Total carrera          | Total carrera | Total carrera | 387      | 338   | 0.88  |

## Palmarés

### Campeonatos nacionales
| Título                | Club                | Año  |
| --------------------- | ------------------- | ---- |
| Nemzeti Bajnokság I   | Ferencvárosi TC     | 1949 |
| Nemzeti Bajnokság I   | Budapesti Honvéd SE | 1950 |
| Nemzeti Bajnokság I   | Budapesti Honvéd SE | 1952 |
| Nemzeti Bajnokság I   | Budapesti Honvéd SE | 1954 |
| Nemzeti Bajnokság I   | Budapesti Honvéd SE | 1955 |
| Campeonato de Liga    | C. F. Barcelona     | 1959 |
| Copa del Generalísimo | C. F. Barcelona     | 1959 |
| Campeonato de Liga    | C. F. Barcelona     | 1960 |
| Copa del Generalísimo | C. F. Barcelona     | 1963 |

### Campeonatos internacionales
| Título           | Equipo               | Sede      | Año  |
| ---------------- | -------------------- | --------- | ---- |
| Juegos Olímpicos | Selección de Hungría | Helsinki  | 1952 |
| Copa de Ferias   | C. F. Barcelona      | Barcelona | 1960 |

- Con la Selección de Hungría fue subcampeón de la Copa Mundial de Fútbol 1954 y con el C. F. Barcelona fue subcampeón de la Copa de Europa 1960-61 y Copa de Ferias 1961-62.

### Distinciones individuales
| Distinción                                           | Año  |
| ---------------------------------------------------- | ---- |
| Máximo goleador de la Nemzeti Bajnokság I (30 goles) | 1951 |
| Máximo goleador de la Nemzeti Bajnokság I (36 goles) | 1952 |
| Máximo goleador de la Copa del Mundo 1954 (11 goles) | 1954 |
| Máximo goleador de la Nemzeti Bajnokság I (33 goles) | 1954 |